# 松竹キネマ研究所
松竹キネマ研究所（しょうちくキネマけんきゅうじょ、1920年11月設立 - 1921年8月解散）は、かつて東京に存在した日本の映画プロダクションである。

## 略歴・概要
1920年（大正9年）4月1日に松竹キネマ合名社が設立した松竹キネマ俳優学校の校長となった小山内薫は、6月25日に蒲田撮影所がオープンすると、そこへ移転して門下生らと2本の映画を作るが、彼の映画改革志向と、蒲田撮影所の監督たちの商業主義的志向とが対立し、10月に俳優学校は廃止。社長の大谷竹次郎と相談の上、グループを引き連れて、11月に本郷区春木町（現在の文京区本郷3丁目）の本郷座本家茶屋の二階に設立したのが松竹キネマ研究所である。運営費用は大谷社長から直接支出された。
1921年（大正10年）4月8日、研究所第1回作品『路上の霊魂』（村田実監督）が、松竹キネマの配給で公開された。同年7月1日には牛原虚彦の監督デビュー作である『山暮るゝ』が公開されたが、3作目の『君よ知らずや』公開後の8月、興行成績の不振や製作費の過大を理由に研究所は解散し、研究所メンバーの多くは蒲田撮影所に戻った。小山内は松竹キネマ株式会社本社の相談役に退いたが、1922年（大正11年）3月に正式に松竹を辞めた。村田実は作品に過大な製作費をかけ、松竹の経済を圧迫した責任を取って解散直後に辞任した。

## 所属者[1][6]
- 所長：小山内薫
- 庶務：佐藤夏樹、土橋慶三
- 監督：村田実、島津保次郎、牛原虚彦、蔦見丈夫
- 脚本：北村小松
- 撮影：水谷文二郎、小田浜太郎、佐々木恒次郎、鈴木博、白井茂
- 衣裳及小道具：山下徳松
- 装置：溝口三郎[注釈 2]
- 俳優：東郷是也、根津新、東屋三郎、南光明、岡田宗太郎、小松武雄、磯野秋雄、蔦村繁、英百合子、沢村春子、伊達竜子、東栄子、春野恵美奈、エリアナ・パブロワ、久松三岐子、山田とし子

## フィルモグラフィ
1921年
- 路上の霊魂（監督・出演村田実、脚色・出演牛原虚彦、撮影水谷文次郎、出演小山内薫、東郷是也、沢村春子、南光明、英百合子）
- 山暮るゝ（監督牛原虚彦、原作・脚本：北村小松、撮影小田浜太郎、出演南光明、根津新、沢村春子、春野恵美奈）
- 君よ知らずや（指揮小山内薫、監督・脚本村田実、撮影水谷文次郎・小田浜太郎、出演エリアナ・パブロワ、根津新、南光明、春野恵美奈）